# Aliona
L'Aliona és una serra situada al municipi d'Olivella a la comarca del Garraf, amb una elevació màxima de 302 metres.